# Perasia garnoti
Perasia garnoti là một loài bướm đêm trong họ Noctuidae.